# Young Thug
Young Thug, pseudonimo di Jeffery Lamar Williams (Atlanta, 16 agosto 1991), è un rapper statunitense.
Noto per il suo approccio eccentrico e non convenzionale nella musica e nella moda, è considerato come uno dei maggiori esponenti della trap e dell'hip hop moderno, oltre ad essere stato uno dei pionieri del cosiddetto mumble rap. Williams ha iniziato a pubblicare musica nel 2011 con la serie di mixtape I Came from Nothing e nel 2013 ha firmato un contratto con la 1017 Brick Squad di Gucci Mane e con la Cash Money Records di Birdman.
Successivamente nel 2014 ha acquisito maggiore notorietà grazie ai singoli Stoner e Danny Glover e alle apparizioni in About the Money di T.I., Hookah di Tyga e Lifestyle della Rich Gang. Nello stesso anno ha distribuito un mixtape collaborativo con la Rich Gang e Birdman intitolato Rich Gang: Tha Tour Pt. 1 e ha firmato con la 300 Entertainment. Nel 2015 ha pubblicato una serie di mixtape, tra i quali l'acclamato Barter 6 e due dei tre mixtape che comporranno la serie Slime Season, seguiti nel 2016 dai mixtape I'm Up, Slime Season 3 e Jeffery. Nel 2017 ha pubblicato il mixtape Beautiful Thugger Girls, l'EP Young Martha, in collaborazione con DJ Carnage, e il mixtape Super Slimey in collaborazione con il rapper concittadino Future ed è apparso nel singolo di Camila Cabello Havana, che ha raggiunto la prima posizione della Billboard Hot 100 ed è stato certificato come il brano più ascoltato in tutto il mondo nel 2018.
Nel 2019 Williams ha pubblicato il suo album in studio di debutto So Much Fun, che ha debuttato in cima alla classifica statunitense, e ha ricevuto il Grammy Award alla canzone dell'anno per i suoi contributi alla composizione del singolo del 2018 Childish Gambino This Is America, del quale Williams ha composto il testo insieme a Gambino e Ludwig Göransson. Nel maggio dell'anno successivo il singolo di Chris Brown e Williams Go Crazy, estratto dal mixtape collaborativo dei due Slime & B, ha riscosso grande successo, raggiungendo la terza posizione della Billboard Hot 100. Durante ottobre dello stesso anno Williams è apparso insieme a M.I.A. nel singolo Franchise di Travis Scott, che ha raggiunto la prima posizione della classifica, risultato ottenuto anche Way 2 Sexy, singolo di Drake in collaborazione con Future e Williams, pubblicato nel 2021. Ad ottobre del 2021, Williams ha pubblicato il suo secondo album in studio Punk, che ha debuttato in vetta alla Billboard 200, seguito da Business Is Business, pubblicato nel 2023 mentre Williams si trovava in carcere.
Nel 2016 Williams ha fondato la sua etichetta discografica, la YSL Records, che ha firmato vari rapper di successo tra cui Gunna e Lil Keed e ha pubblicato due raccolte: Slime Language e Slime Language 2, dei quali il secondo ha raggiunto la prima posizione della classifica statunitense. A partire da maggio 2022, Williams ed altri ventisette affiliati alla YSL sono stati accusati di avere violato le leggi del RICO in Georgia. In particolare, Williams sta affrontando un processo con cinquantasei capi di accusa riguardanti traffico di droga, possesso illegale di armi da fuoco e altre accuse legate a una presunta affiliazione di Williams a delle gang; durante il processo, a Williams è stata negata quattro volte la libertà vigilata.

## Biografia
Jeffery Lamar Williams è nato il 16 agosto 1991 al Grady Memorial Hospital di Atlanta, Georgia ed è il decimo di undici fratelli. È cresciuto nelle case popolari del quartiere di Atlanta Jonesboro South, lo stesso quartiere di origine dei rapper Waka Flocka Flame, 2 Chainz, Ludacris e Peewee Longway, quest'ultimo vicino di casa e amico d'infanzia di Williams. Williams ha rivelato in una intervista di essere stato espulso in prima media per aver rotto il braccio ad un insegnante. Nel corso della sua adolescenza ha passato quattro anni in un carcere minorile.
Uno dei suoi fratelli maggiori è stato ucciso davanti alla casa dove abitava la famiglia quando Williams era un bambino.
Williams è da sempre stato legato ad artisti del calibro di Future, Lil Baby, Lil Durk e Travis Scott.

## Carriera

### Inizi, primi contratti, ascesa e conflitti con le etichette (2010-2014)

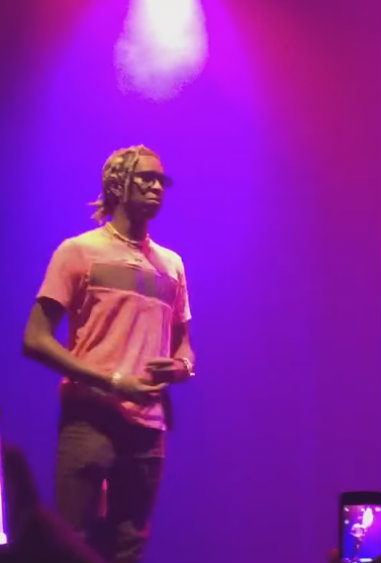
Williams in concerto nel 2016

La carriera musicale di Williams è iniziata nel 2010, quando ha partecipando al brano I Got It del rapper compaesano Cash Out. Dopo aver pubblicato una serie di tre mixtape intitolata I Came From Nothing tra il 2011 e 2012, nel 2013 Williams ha firmato con la 1017 Brick Squad di Gucci Mane, un'impronta discografica delle etichette Asylum e Atlantic Records. Gucci Mane ha raccontato di avere conosciuto Williams attraverso Peewee Longway e di averlo firmato immediatamente pagandogli 25 000 dollari per il contratto senza nemmeno avere ascoltato la sua musica. Nello stesso anno Williams ha pubblicato 1017 Thug, il suo primo mixtape sotto l'etichetta, che è stato incluso in diverse classifiche dei migliori album di fine anno, tra le quali quella delle menzioni d'onore di Pitchfork e quella di Complex. FACT lo ha ritenuto il "mixtape migliore dell'anno", Rolling Stone lo ha piazzato al quinto posto nella sua lista dei dieci mixtape migliori dell'anno e The Guardian lo ha incluso tra i cinque migliori mixtape del 2013. Successivamente, il mixtape è stato incluso da Pitchfork nella lista dei migliori album della prima metà degli anni 2010, nella quale si è piazzato al novantaseiesimo posto. Il brano Picacho, estratto dal mixtape, è stato lodato da diversi critici ed è stato incluso nella lista delle migliori tracce dell'anno da Rolling Stone, Pitchfork e Spin.
Nel luglio 2013 Complex lo ha incluso nella sua lista dei 25 rapper da tenere d'occhio. Nel 2014, Williams si è fatto notare nel panorama musicale dopo la pubblicazione del singolo Stoner, che ha ricevuto remix non ufficiali da parte di diversi rapper di successo, tra cui Wale, Jim Jones, Jadakiss e Trick-Trick. Williams ha espresso la sua disapprovazione per i remix, affermando di non apprezzare che gli artisti "non pensassero che il brano fosse già abbastanza forte e sentissero il bisogno di farci un freestyle sopra" e avvisandoli di "non pensare che fosse contento che l'avessero fatto solo per chi erano" e di essere "pronto per la guerra". Nei mesi successivi ha pubblicato Danny Glover, altro singolo di discreto successo, che ha ricevuto remix di Waka Flocka Flame e Nicki Minaj. Ad ottobre è apparso in diversi brani del mixtape 19 & Boomin del produttore discografico Metro Boomin e a dicembre si è esibito al Fool's Gold Day Off a Miami insieme a Danny Brown, Travis Scott e Trick Daddy, tra gli altri.
A gennaio 2014, Williams ha rivelato di avere ricevuto un'offerta di 1,5 milioni di dollari per firmare con l'etichetta del rapper Future Freebandz. Durante il mese di marzo, i media hanno fatto una serie di speculazioni sulla sua affiliazione con la Cash Money Records e il suo amministratore delegato Birdman e su una sua possibile firma per l'etichetta, successivamente smentita dal direttore della Urban Music, che ha affermato che Young Thug avesse un contratto di management con la Rich Gang di Birdman, ma che fosse ancora legato alla 1017 Brick Squad.
Nel 2014, Williams ha anche registrato diverse tracce con Kanye West, il quale lo ha elogiato per la sua capacità di registrare così velocemente, e ha annunciato che avrebbe pubblicato a breve dei mixtape con Rich Homie Quan, Chief Keef e Bloody Jay. Successivamente, Young Thug è apparso sulla copertina della rivista The Fader e l'11 marzo 2014, il suo singolo di debutto Stoner è stato mandato alle radio statunitensi. Il 21 marzo 2014, Williams ha annunciato che il suo album di debutto si sarebbe intitolato Carter 6, un riferimento alla serie di cinque album Tha Carter del rapper Lil Wayne, che è stato la maggior influenza musicale per Young Thug. Due giorni dopo, è stato rivelato che Williams stava lavorando ad un progetto in collaborazione del produttore statunitense Metro Boomin intitolato Metro Thuggin, che sarebbe stato pubblicato nella primavera del 2014, ed è stato reso disponibile il primo singolo del progetto The BLanguage, un remix del singolo del 2013 The Language di Drake. A marzo Williams ha pubblicato il singolo Eww, prodotto dalla 808 Mafia, il cui remix insieme a Drake e Lil Wayne sarebbe dovuto apparire nell'album di debutto di Thug, ma non è mai successo.
Il 17 giugno 2014, Kevin Liles ha annunciato che Young Thug aveva firmato un contratto con la 300 Entertainment, etichetta di Liles e Lyor Cohen. Il 1º luglio 2014 sono stati pubblicati ufficialmente il singolo 2 Bitches (la pubblicazione ufficiali di Danny Glover), attraverso le etichette Asylum Records e Atlantic Records, e il singolo Old English, in collaborazione con ASAP Ferg e Freddie Gibbs e distribuito dall Mass Appeal Records, etichetta di Nas. Il 16 ottobre 2014 è stato reso disponibile Take Kare, il singolo di debutto della Rich Gang, collettivo musicale della Cash Money Records, che ha visto la partecipazione di Williams e Lil Wayne. A fine anno, il critico musicale Robert Christgau ha nominato Black Portland, mixtape collaborativo di Williams e Bloody Jay, come il quarto miglior progetto del 2014.

### Barter 6e la serieSlime Season(2015-2016)

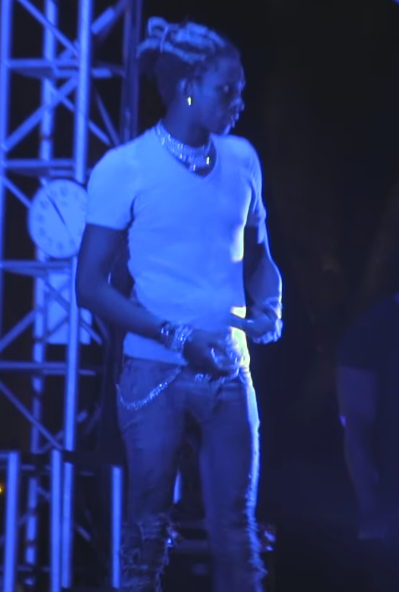
Young Thug nell'agosto 2016

Nel 2015 sono trapelate in rete centinaia di tracce non pubblicate di Williams. Successivamente Carter 6 è stato rinominato Barter 6 in seguito a delle controversie con Lil Wayne ed è stato annunciato che non si sarebbe trattato di un album in studio, bensì di un mixtape. Il 18 aprile Williams ha annunciato che il suo album di debuttp si sarebbe intitolato Hy!£UN35, letto come "HiTunes". Nel maggio del 2015, Williams ha chiarito la sua situazione a livello di contratti discografici, affermando di non essere sotto contratto né con la 1017 di Gucci Mane, né con la Freebandz di Future, né con la Rich Gang di Birdman e che "si gestisse da solo" e che avesse "un grosso contratto con la Atlantic". Ha anche rivelato di avere intenzione di rilasciare un mixtape prima dell'album intitolato Tha Carter V.
Per rimediare alla diffusione delle centinaia di tracce, Williams ha pubblicato i mixtape Slime Season e Slime Season 2. In seguito Williams ha parlato di un possibile album collaborativo con Kanye West, affermando di essere stato nuovamente in studio con West e che si fosse accordato con quest'ultimo di discutere di questa possibilità, aggiungendo che West avesse lodato la musica che Williams gli aveva mostrato in anteprima e che lo avesse paragonato a Bob Marley. Pochi mesi dopo, Williams è apparso in due tracce dell'album di West The Life of Pablo, e in seguito West ha affermato con un tweet che avrebbe pubblicato altra musica con Williams a breve.
Nel luglio 2015, la 300 Entertainment ha reso disponible Pacifier, il primo estratto da Hy!£UN35, prodotto da Mike Will Made-It e lodato dai critici per la sua natura sperimentale. Il 4 febbraio Williams ha distribuito il mixtape I'm Up e il 26 marzo ha pubblicato Slime Season 3, l'ultimo capitolo della serie. Nel maggio 2016 ha intrapreso lo HiTunes Tour, durante il quale ha percorso tutti gli Stati Uniti accompagnato da Dae Dae, TM88 e Rich the Kid.

### Jeffery,Beautiful Thugger GirlseSuper Slimey(2016-2018)

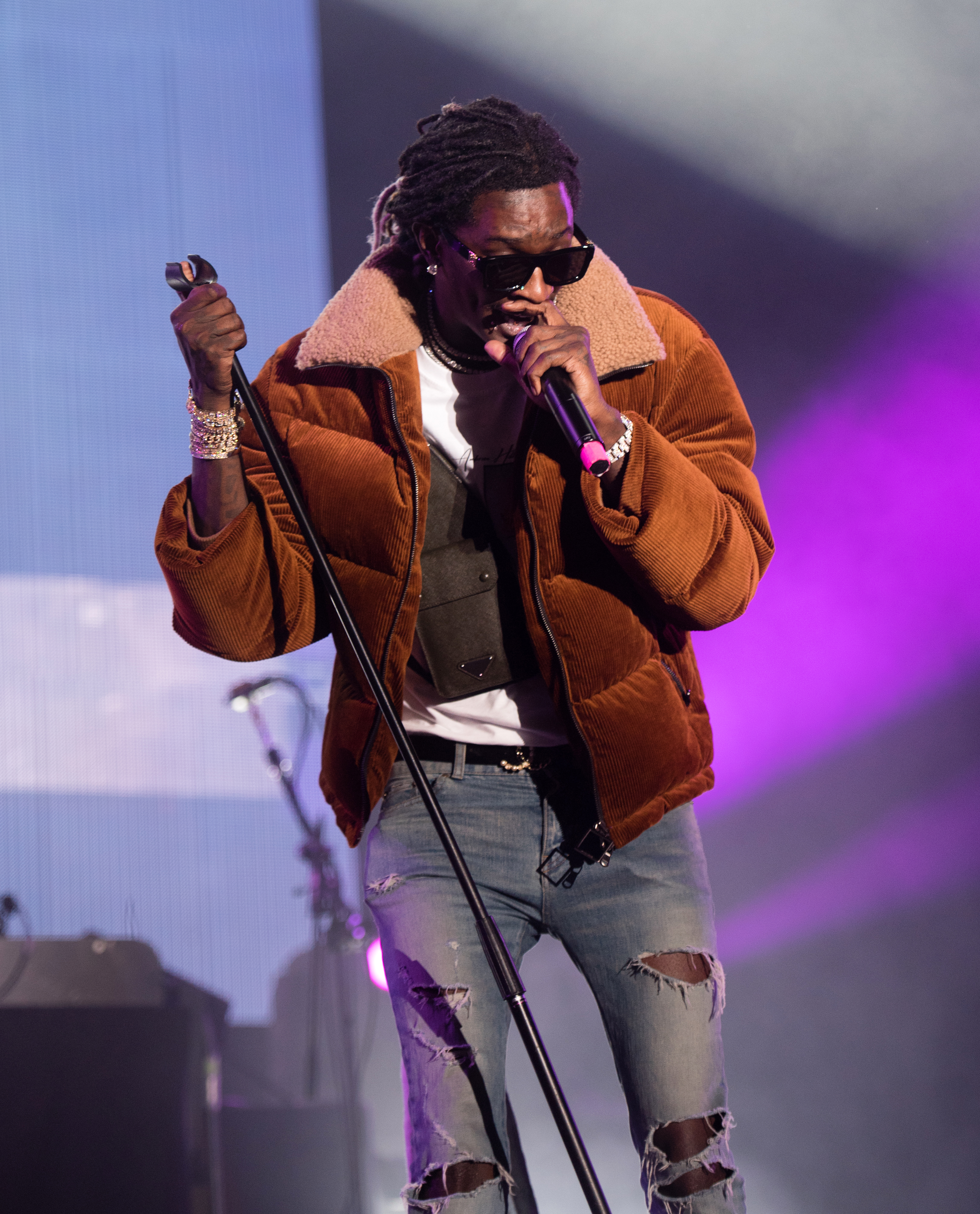
Young Thug nel 2019

Williams è apparso nella campagna autunno 2016 di Calvin Klein assieme a Frank Ocean e altri. Il 9 luglio 2016 ha annunciato il mixtape Jeffery, pubblicato il 26 agosto successivo. Il progetto è stato lodato dalla critica specializzata, mentre la copertina, che è composta da una foto scattata da Garfield Lamond che ritrae Young Thug in un abito androgino azzurro disegnato dallo stilista italiano Alessandro Trincone, è diventata virale sui social media.
Durante novembre del 2016, Williams ha annunciato la fondazione della sua etichetta discografica, la YSL Records (acronimo di Young Stoner Life).
Nel 2017, Thug è apparso nel mixtape di Drake More Life nei brani Sacrifices e Ice Melts, ha collaborato con Calvin Harris, Ariana Grande e Pharrell Williams nel brano Heatstroke ed è apparso assieme a Justin Bieber e Rich the Kid nel singolo di Diplo Bankroll. Ad aprile, Williams ha reso disponibile il mixtape Beautiful Thugger Girls, progetto sperimentale con influenze R&B, dancehall e country e prodotto esecutivamente da Drake. Successivamente, Williams è apparso nel singolo di Camila Cabello Havana, che ha raggiunto la prima posizione della Billboard Hot 100, diventando il primo brano di Williams a raggiungere tale traguardo, ed è diventato il brano più ascoltato in tutto il mondo nel 2018. A settembre ha pubblicato insieme a DJ Carnage l'EP Young Martha e ad ottobre lui e Future hanno reso disponibile il loro mixtape collaborativo Super Slimey.
Nel 2018, Williams ha pubblicato l'EP Hear No Evil e ha partecipato alla composizione del testo di This Is America di Childish Gambino insieme all'artista del brano e Ludwig Göransson, oltre ad avere fornito vocali di sottofondo per il brano. Grazie ai suoi contributi al brano, Williams è stato premiato insieme a Gambino e Göransson quando il brano ha vinto il Grammy Award alla canzone dell'anno nel 2019. Ad agosto del 2018 ha reso disponibile la prima compilation della YSL, intitolata Slime Language.

### So Much FuneSlime & B(2019-2020)
Il 23 maggio 2019, Williams ha pubblicato il singolo The London, in collaborazione con J. Cole e Travis Scott, e ha annunciato che avrebbe presto commercializzato il suo album di debutto Gold Mouf Dog. Il 19 luglio ha annunciato che l'album era stato rinominato So Much Fun e il 10 agosto successivo ne ha rivelato la data di uscita e la copertina. So Much Fun, contenente le apparizioni di Future, Gunna, Machine Gun Kelly, Lil Baby, Lil Uzi Vert, Lil Duke, 21 Savage, Doe Boy, Quavo, Juice WRLD, NAV, J. Cole e Travis Scott, è stato pubblicato il 16 agosto 2019, giorno del compleanno di Williams, e ha debuttato in vetta alla Billboard 200.
Il 20 ottobre Williams e Gunna sono apparsi nel The Tonight Show di Jimmy Fallon. Il 31 ottobre successivo Williams ha pubblicato un remix del suo brano in collaborazione con Gunna Hot contenente un'apparizione di Travis Scott. Dopo la pubblicazione del remix, Hot ha raggiunto l'undicesima posizione della Billboard Hot 100 e il 20 dicembre Williams pubblicato l'edizione deluxe di So Much Fun, contenente il remix e altre quattro nuove tracce.
Il 5 maggio 2020 Williams e il cantante e rapper Chris Brown hanno pubblicato un mixtape collaborativo intitolato Slime & B; uno dei singoli estratti dal progetto, Go Crazy, ha ottenuto un ottimo successo commerciale, raggiungendo la terza posizione della Billboard Hot 100. Successivamente è apparso insieme a M.I.A. nel singolo Franchise di Travis Scott, che ha debuttato in vetta alla classifica statunitense, regalando a Williams la sua seconda numero uno dopo Havana nel 2018.

### Punk,Slime Language 2, arresto eBusiness Is Business(2021-oggi)
Il 16 aprile 2021 la Young Stoner Life, collettivo della YSL, ha pubblicato insieme a Williams e Gunna la seconda compilation dell'etichetta, intitolata Slime Language 2, che ha visto anche partecipazioni al di fuori di artisti YSL come quelle di Travis Scott, Drake, Future, Skepta, Lil Baby, Coi Leray, Big Sean, Lil Uzi Vert, NAV, Sheck Wes e Kid Cudi e ha debuttato alla prima posizione negli Stati Uniti. Una settimana dopo è stata pubblicata l'edizione deluxe della raccolta contenente otto nuove tracce e altre collaborazioni fra cui Don Toliver, DaBaby e Jim Jones.
Durante luglio dello stesso anno ha annunciato durante il suo Tiny Desk Concert che avrebbe pubblicato il 15 ottobre il suo secondo album in studio Punk, che originariamente doveva essere pubblicato poco dopo l'uscita di So Much Fun. A settembre Williams e Future sono apparsi nell'album di Drake Certified Lover Boy nel singolo Way 2 Sexy, che debuttato in cima alla Billboard Hot 100. L'album Punk, contenente le apparizioni di J. Cole, Gunna, Future, Juice WRLD, Post Malone, ASAP Rocky, Drake, Travis Scott, Doja Cat, Nate Ruess, Jeff Bhasker, Mac Miller e altri, è stato pubblicato come da annuncio e ha raggiunto la vetta della Billboard 200 nella sua prima settimana.
Il 9 maggio del 2022 più di venti membri della YSL, tra cui proprio Williams e il collaboratore Gunna, sono stati arrestati con l'accusa di avere violato il RICO e che la YSL oltre ad essere un'etichetta fosse un'organizzazione criminale affiliata a delle gang della quale Williams era a capo. In seguito all'arresto, Williams è stato incarcerato ed è iniziato un processo che è ancora in corso, mentre al rapper è stata negata la libertà vigilata.
Nonostante ciò, il 23 giugno 2023 Williams ha pubblicato dal carcere il suo terzo album in studio Business Is Business, prodotto esecutivamente da Metro Boomin e contenente le apparizioni Drake, Travis Scott, Lil Uzi Vert, 21 Savage, Future e altri. Quattro giorni più tardi, è stata resa disponibile una riedizione dell'album intitolata Metro's Version e contenente due tracce bonus con le collaborazioni di Nicki Minaj e Juice WRLD.

## Stile e influenze

### Musica
Williams è conosciuto per il suo stile vocale stravagante, che gli ha portato sia lodi che critiche e che è stato descritto come "un allontanamento dalla liricità tradizionale del rap" e "a volte incomprensibile". A causa di questo stile di rappare è considerato uno dei pionieri e dei maggiori esponenti del mumble rap, denominazione spregiativa attribuita a un microgenere hip hop diffusosi ampiamente negli anni 2010 caratterizzato dalla poca importanza data ai testi e dai vocali "farfugliati".
Jeff Weiss di BBC ha definito Williams "il rapper più influente del ventunesimo secolo". Secondo Will Stephenson di The Fader, "in una tipica strofa di Young Thug insulta, grida, geme e canta, contorcendo febbrilmente la sua voce in una serie di timbri strani che sembrano uno strumento a fiato splendidamente suonato ma rotto". David Drake di Pitchfork ha definito il suo stile vocale "straordinariamente caratteristico" e il suo approccio al rapping come "strano e sperimentale", lodando "la sua presenza e la sua persona mistica e, potenzialmente, da star". Elias Leight di Billboard ha scritto che "Thug usa questa consegna vocale moltiplicativa a suo vantaggio: dove un altro rapper potrebbe cadere nella ripetizione, lui trova un nuovo modo per logorare e deformare il suo tono e per scavare risorse in crepe e fessure ritmiche". Edwin Ortiz di Complex ha lodato la sua capacità di creare hook orecchiabili e melodici". Eric Diep di XXL lo ha definito uno "strambo del rap", aggiungendo che "il suo carisma, il flow folle e i suoi hook rendono la sua musica intrigante". Il critico Sheldon Pearce ha affermato scrivendo per Pitchfork che "Thug capisce la costruzione di una canzone pop moderna meglio di chiunque altro: qualsiasi cosa può essere un hook".
Diversi collaboratori di Williams lo hanno lodato per la sua velocità nel lavoro e hanno notato la sua tendenza a pensare alle rime molto velocemente o addirittura a registrare i brani in freestyle, senza scriversi mai le rime e piuttosto pianificandole attraverso disegni di forme e simboli. Brian Josephs di Consequence ha affermato che "il suo lavoro è costantemente radicato nell'improvvisazione, un concetto intrinsecamente emozionante che è parte integrante della musica nera". Parlando del suo lavoro in studio, Williams ha affermato di avere la capacità di scrivere una hit in dieci minuti e ha raccontato: "Sono in studio così tanto che provo sempre cose nuove. Penso e provo, penso e provo. Non so davvero cantare, ma ci sto provando da anni".
Williams ha citato il rapper Lil Wayne come la sua maggiore influenza, affermando di "volere andare in studio con lui più di qualsiasi altra persona nel mondo". Altre influenze di Williams sono state Gucci Mane e Kanye West.
Williams utilizza spesso dei termini slang come “slime” o “slatt”, quest'ultimo coniato da lui stesso; il primo significa fratello o amico, mentre il secondo è un acronimo di Slime Love All the Time (ovvero "amore per i fratelli/amici sempre").

### Immagine e moda
Secondo Vibe Magazine, Williams è "una delle personalità più imprevedibili, carismatiche e stravaganti dell'hip hop moderno". Rovi lo ha definito una "icona della moda". Il suo guardaroba è stato descritto come eccentrico e comprende anche diversi capi di abbigliamento femminile, che ha iniziato a indossare all'età di dodici anni. Il The Seattle Times ha scritto che "con un senso della moda non convenzionale proprio come il suo rap, Young Thug può essere visto regolarmente sul suo account Instagram con unghie smaltate, jeans aderenti o vestiti in taglia bambino come maglietta."
In una campagna per Calvin Klein, Williams ha affermato che nel suo mondo "si può essere gangsta anche indossando un abito o dei pantaloni baggy", affermando di pensare che "non esiste una cosa come il genere". Il The Washington Post lo ha paragonato nell'immagine e nel vestirsi a David Bowie, Prince e Little Richard ed è stato spesso definito come "gender fluid" e "androgino". GQ lo ha definito "allo stesso tempo un eroe e un outsider e un leader del movimento psichedelico e hippie nella moda del rap".
A febbraio 2018, Williams si è rinominato "SEX".

## Vita privata
Williams è padre di sei figli avuti da quattro donne, di cui il primo avuto a diciassette anni. Ad aprile del 2015 si è fidanzato con Jerrika Karlae, modella e rapper sotto il nome di OkayKarlae che nel 2016 ha lanciato una propria linea di costumi da bagno e figlia della manager del rapper Young Dolph. I due si sono lasciati nel 2020. Nel 2016, dopo la pubblicazione del mixtape Jeffery, ha acquistato la sua prima casa ad Atlanta.
Ad aprile 2020, Williams ha raccontato di essere stato molto vicino alla morte nel 2017 a causa della dipendenza da lean, affermando:
A partire dal 2021, Williams ha intrapreso una relazione con la cantante Mariah the Scientist.

### Filantropia
Nel dicembre 2016, Williams ha aderito alla campagna #fightpovertyagain. Il 29 giugno 2017, Williams ha donato tutti i ricavati di un suo concerto alla Planned Parenthood e ha affermato su Twitter: "Io sono stato un genitore adolescente. La genitorialità pianificata o non è bellissima".

## Controversie

### Problemi legali
Nell'aprile del 2015, dopo che un autobus che trasportava Lil Wayne, che in quel momento era coinvolto in un dissing con Birdman e Williams, è stato colpito da delle armi da fuoco da parte di membri della gang di strada dei Bloods. Young Thug è stato citato in giudizio dall'autista dell'autobus insieme alla Cash Money Records, la Young Money Entertainment e Birdman, ma non è stato giudicato colpevole.
Una causa è stata intentata contro Williams nel gennaio 2017 dopo che non si era presentato a un concerto al Sahlen’s Stadium nonostante avesse firmato un contratto dal valore di 55 000 dollari per l'esibizione. Un episodio simile si era verificato nell'aprile del 2016, quando una compagnia di produzione texana aveva citato in giudizio Williams con le stesse motivazioni.
Williams è stato scagionato nell'aprile 2017 dopo essere stato accusato di avere schiaffeggiato una donna fuori da un night club il mese precedente. Secondo l'accusa, la donna stava discutendo con l'allora fidanzata di Williams Jerrika Karlae, quando il rapper sarebbe intervenuto colpendo la donna. Le accuse sono state ritirate per mancanza di prove.
Nel 2017 in seguito a una perquisizione della sua casa a Sandy Springs, Georgia, Williams è stato accusato di possesso di cocaina, possesso di marijuana e possesso illegale di tre armi da fuoco, ma le accuse sono state ritirate ad aprile dello stesso anno. Gli avvocati di Williams hanno affermato che la polizia avesse condotto la perquisizione senza un mandato, portando il procuratore distrettuale a fare cadere tutte le accuse tranne quella di possesso di marijuana.
È stato riferito nell'aprile 2017 che Williams era stato citato in giudizio dalla Heritage Select Homes per il suo debito di quasi 2,2 milioni di dollari per i mancati pagamenti del mutuo relativo a delle sue proprietà.
Il 24 settembre 2017, Williams è stato arrestato a Brookhaven, Georgia per possesso di sostanze stupefacenti e possesso di un'arma da fuoco. È stato rilasciato tre giorni dopo in seguito al pagamento della cauzione.
Il 7 settembre 2018 è stato accusato di possesso di metanfetamina, idrocodone e marijuana con intenzione di distribuire, venendo anche accusato di possesso di anfetamina, alprazolam, codeina (due capi d'accusa) e un'arma da fuoco; quest'ultimo atto d'accusa è stato collegato al suo arresto del 2017.
Il 9 maggio 2022 Williams è stato arrestato ad Atlanta con accuse legate a gang. In seguito, ventotto persone associate alla YSL, tra cui Gunna e Williams stesso, sono stati accusati di avere violato il RICO Act della Georgia con cinquantasei capi d'accusa. In seguito a una perquisizione della sua casa, Williams è stato accusato di altri sette reati connessi al possesso illegale di sostanze e di armi da fuoco, venendo detenuto presso la corte suprema della contea di Fulton. Durante l'incarcerazione, gli è stato negato molteplici volte il pagamento della cauzione e il rilascio in attesa della conclusione del processo ed è rimasto nel carcere della contea di Cobb.
Il 27 novembre 2023 è iniziato ufficialmente il processo penale a Williams e altri cinque co-imputati. Il 12 dicembre 2023 è stato annunciato che la continuazione del processo sarebbe stata rimandata a gennaio del 2024 dopo che il suo co-imputato Shannon Stillwell è stato pugnalato più volte durante la sua permanenza nel carcere della contea di Fulton. Il processo è ripreso il 2 gennaio 2024.
Il 31 ottobre 2024 Jeffery Lamar Williams ha accettato un patteggiamento non negoziato, il che significa che non è stato raggiunto nessun accordo sulla sentenza e sarà il giudice a decidere la sua condanna. Lo Stato della Georgia raccomanda che Thug venga condannato a 45 anni, scontando 25 di essi in detenzione. Poche ore dopo il patteggiamento Young Thug è stato rilasciato dopo essersi dichiarato colpevole di coinvolgimento in una gang e altre accuse legati ad armi e droga ed è stato definitivamente condannato a 15 anni di libertà vigilata, nel caso i termini della libertà vigilata verranno violati, il rapper dovrà scontare 20 anni di carcere 

## Discografia
EP
• 2017 - Young Martha (con Carnage)
• 2018 - Hear No Evil
• 2018 - On The Rvn
Mixtape
• 2011 - I Came From Nothing
• 2011 - I Came From Nothing 2
• 2012 - I Came From Nothing 3
• 2013 - 1017 Thug
• 2014 - 1017 Thug 2
• 2014 - 1017 Thug 3: The Finale
• 2015 - Barter 6
• 2015 - Slime Season
• 2015 - Slime Season 2
• 2016 - I’m Up
• 2016 - Slime Season 3
• 2016 - JEFFERY
• 2017 - Beautiful Thugger Girls
• 2017 - SUPER SLIMEY (con Future)

### Album in studio
- 2019 – So Much Fun
- 2021 – Punk
- 2023 – Business Is Business

### Raccolte
- 2018 – Slime Language
- 2021 – Slime Language 2 (con YSL Records e Gunna)

## Riconoscimenti
- BET Hip Hop Awards[154]
  - 2014 – Candidatura per il Made-You-Look Award
  - 2014 – Candidatura per Best Club Banger (Stoner)